# Istana Nurul Iman

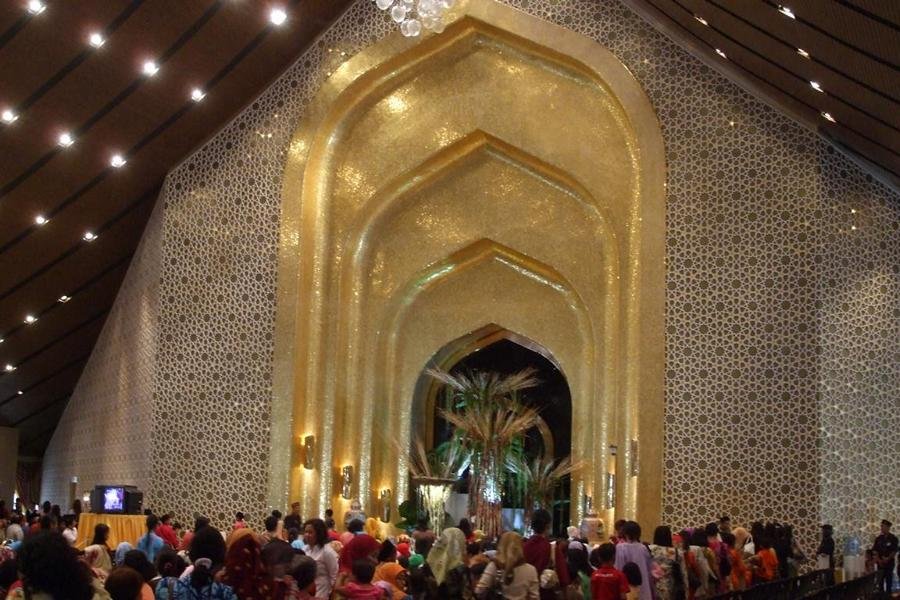
Sala de banquetes do Istana Nurul Iman

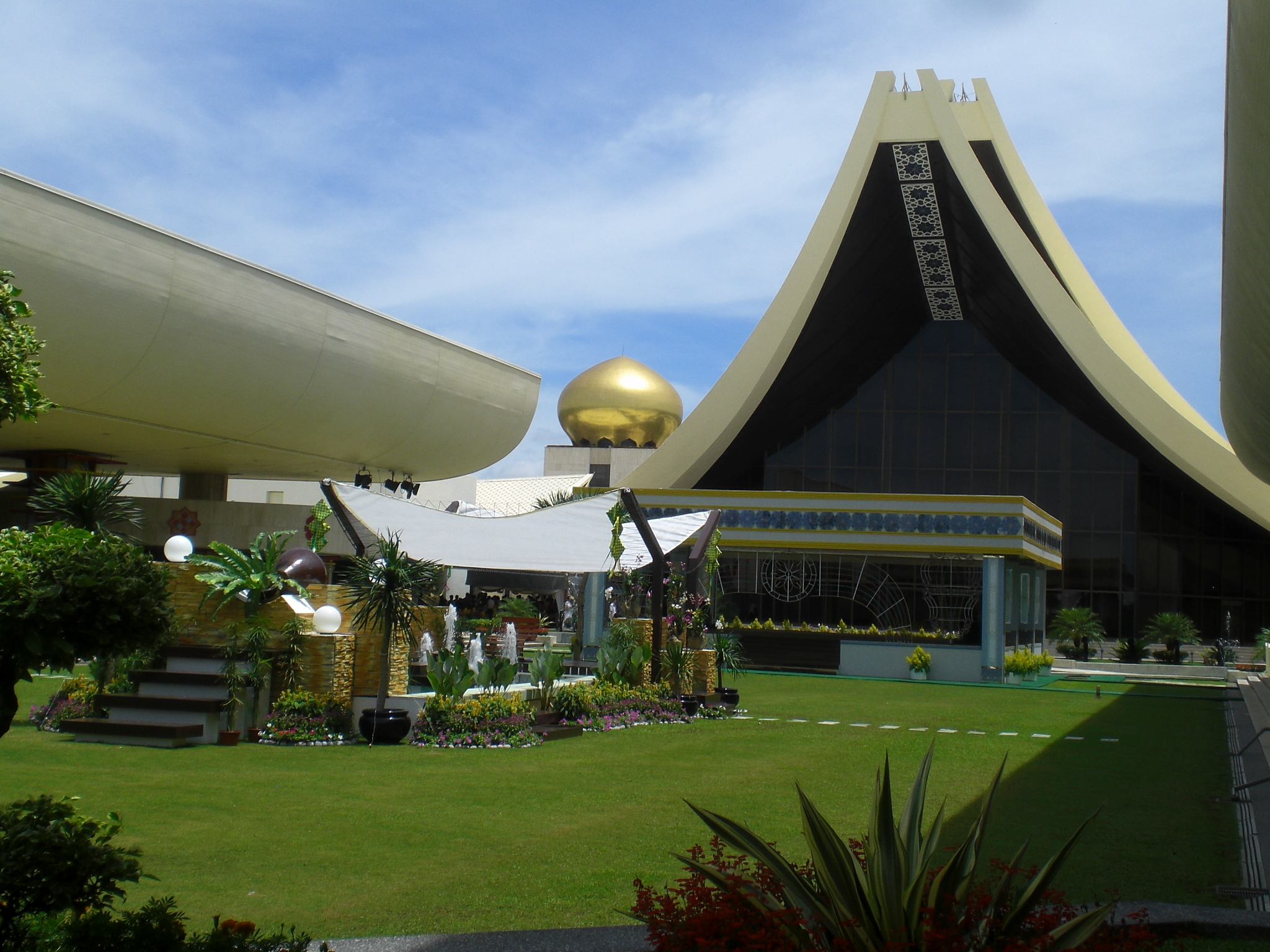
Pátio do Palácio acessível ao público durante o Hari Raya Aidilfitri

Istana Nurul Iman é um palácio que é a residência oficial do Sultão do Brunei, Hassanal Bolkiah. O palácio está situado sobre uma frondosa expansão das colinas, nas margens do rio Brunei no sul da capital do país, Bandar Seri Begawan, a alguns quilômetros fora do centro da cidade. O seu nome provém da língua árabe, significando "Palácio da Fé Light". É o maior palácio residencial do mundo e a maior residência do mundo de qualquer tipo. Foi desenhado pelo Artista Nacional das Filipinas para a Arquitectura, Leandro V. Locsin e construído pela empresa filipina Ayala Internacional.

## Especificações
Embora o palácio esteja escondido da imprensa por uma intensa paisagem, as imagens de satélite fornecidas pelos programas como o Google Earth, têm aumentado o conhecimento público do palácio. Essas imagens têm retransmitido a existência de dois grandes edifícios no centro do palácio e cinco pequenos edifícios adjacentes, quer ao centro ou nas proximidades do palácio.
Istana Nurul Iman contém 1788 quartos dos quais 257 são casas de banho e uma área útil de 200000 m². Os Serviços incluem 5 piscinas, um ar condicionado, 200 póneis, uma garagem para 110 carros, uma sala de banquete que pode ser expandida para acomodar até 4000 pessoas e uma mesquita para 1500 pessoas. O palácio foi construído em 1984, a um custo de cerca de 1400 milhões de dólares e possui 564 lustres, 51000 lâmpadas, 44 caixas de escada e 18 elevadores. As suas cúpulas douradas foram desenhadas pelo arquiteto filipino Leandro V. Locsin.